# Гірнича промисловість Таджикистану
У сучасному Таджикистані добуваються буре вугілля, нафту, природний газ, олово, молібден і ртуть. Питома вага гірн. промисловості в загальному обсязі промислового виробництва становить бл. 6-7% (2000). У надрах республіки виявлені, розвідані і підготовлені до промислового освоєння сотні родовищ свинцю і цинку, міді, бісмуту, молібдену, вольфраму, стибію, ртуті, бору, стронцію, золота, срібла, заліза, олова, кам'яного вугілля, антрациту, нафти, газу, кам'яних солей, плавикового шпату, кварцових пісків, фосфоритів, нефелінових сієнітів, різного будів. каменя і мінеральної сировини для будів. індустрії, підземних прісних, мінеральних і термальних вод, озокериту, ювелірних, декоративно-виробних каменів, виявів радіоактивних руд, нікелю, марганцю і інших видів цінних корисних копалин. Створені і діють гірничорудна, металургійна, хімічна, паливна, енергетична, будівельна, ювелірна і інші галузі промисловості республіки. Основу гірничодобувної і переробної промисловості Таджикистану складають Тарорський золоторудний, Адрасманський свинцево-цинковий, Анзобський стибієво-ртутний і Такобський плавикошпатовий комбінати, Ісфарінське і Чкаловське підприємства, що переробляють різні види мінеральної сировини, Таджицький алюмінієвий завод, Яванський електрохімічний і Душанбінський цементний комбінати, Восейський і Аштський солезаводи, ряд вугледобувних підприємств та підприємства будів. індустрії. На півночі країни готують до розробки родов. Hg-Sb-Au-руд Скельне.

## Окремі галузі
Видобуток нафти початий з 1909 на родовищі Кім (Сельрохо), газу в 1964 на родовищі Кизил-Тумшукське. В кінці XX ст. розроблялося близько 16 родовищ нафти і газу. Видобуток нафти і газу у 2000 р. вівся на 15 родовищах. За 1998 р. підприємствами Комітету по нафті і газу видобуто нафти, включаючи і газовий конденсат 19,5 тис. т, або 74,9% до рівня 1997 р. У 1998 р. видобуто 32538 тис. м³ газу, або 78,2% до об'єму 1997 р. Основні причини спаду видобутку — відсутність приросту запасів і дефіцит обладнання. У 2001 р Таджикистан видобув 26,2 тис. т нафти.
Пром. видобуток вугілля в Таджикистані зосереджений в північних і центральних районах. З 1882 розроблялося Шурабське буровугільне родовище, з 1969 Фан-Ягнобське. Видобуток ведеться підземним способом (2 шахти) і відкритим. Система розробки камерно-стовпова. Виїмка вугілля буропідривним способом і з допомогою механізов. комплексів.
На межі ХХ–XXI ст. вугільна промисловість Таджикистану знаходилася у кризовому стані, загальний обсяг видобутку вугілля на родовищах Айлок у Гармському районі, Зідди у Варзобському районі та інших не перевищував 50 тис. т/рік. У 2001 р видобуток вугілля склав 27,5 тис. т. Разом з тим, Республіка Таджикистан володіє значними запасами вугілля і може задовольняти власні потреби в паливі, хімічній і технічній сировині, а також експортувати її.
Видобуток руд кольорових і рідкісних металів ведеться в Таджикистані з 30-х рр. XX ст. і зосереджений на півночі і в центральних районах. Родовища експлуатуються підземним способом. Розкриття штольнями, похилими і вертикальними стовбурами. Основні системи розробки: поверхово-камерна з відбійкою руди глибокими свердловинами, залишають міжкамерні і міжпанельні цілики. Збагачення флотацією. Продукти збагачення — мідний, свинцевий, цинковий, ртутний, стибієвий, бісмутовий концентрати і молібденовий промпродукт. Зокрема, сьогодні в гірничорудному комплексі Таджикистану на базі запасів Джикрутського ртутно-стибієвого родовища (продуктивність 350 тис. т руди на рік, перспективна — 500 тис. т на рік) функціонує Анзобський ГЗК. Адрасманський ГЗК зупинено в 1997 р, на його базі на початку XXI ст. формують таджицько-російське СП, планують виробляти до 10 тис. т свинцю на рік. В гірському відведенні Анзобського ГЗК запаси Hg оцінюються в 6,2 млн т і Sb 183,3 тис. т. Країна планує незабаром почати видобуток свинцево-цинкових руд на Алтин-Топтанському цинковому полі з запасами 110 млн т руди.
Стибій. За ресурсами стибію (10 % світових) Таджикистан займає 2-е місце серед країн світу (після Китаю). За загальними запасами стибієвих руд Таджикистан займає 4-е місце в Азії (після Китаю, Росії і Таїланду, 1999). Родовища і вияви приурочені до Зеравшано-Гіссарського ртутно-стибієвого пояса. Бальшою частиною — стратиформні пластові і лінзові поклади, пов'язані з брекчієвими джаспероїдами. Руди стибієві і ртутно-стибієві. Менше поширені гідротермальні жильні і штокверкові родовища. Загальні запаси Sb в надрах за категоріями А, В і С1 оцінюють в 290 тис. т, С2 233,5 тис. т і прогнозні 510 тис. т [Mining J. — 1999. — 333, 8556].
Срібло. У Таджикистані основні запаси срібла зосереджені в родовищах Великий Конімансур (руди срібла), Алтин-Топкан (срібно-мідно-свинцеві руди), Токузбулакське (срібно-свинцеві руди), Канімансурське (срібно-бісмут-свинцеві руди), Тулусай, Алмадон. Родовище Великий Канімансур містить близько 90% розвіданих запасів срібла країни.
Алюміній. Компанія TadAZ виробляє весь алюміній країни. Алюмінієвий завод в Турсунзаде — єдиний в Центральній Азії, виробляє 300–324 тис. т алюмінію (2000–2001). Планується збільшити продуктивність до 500 тис. т на рік. Продукцію головним чином експортують. Алюміній становить 61% таджицького експорту (2001 р) — 280–290 тис. т на рік на US$398,4 млн. [Mining Annual Review 2002].
Золото. Корінні родовища золотих руд Північного Таджикистану експлуатуються підземним способом, Центрального і Південного Таджикистану — відкритим. Збагачення — гравітаційне і флотаційне та ціанування. На базі Тарорського золоторудного родовища поблизу м. Пенджикент побудовано золоторудний комбінат. В 1994 р. на базі цього комбінату створене СП «Зеравшан» — Zeravshan Gold (ZGC) (головним чином таджицько-британське), промисловими об'єктами якого на 2001 р. є кар'єр Джилау (Дзілау) та збагачувальна фабрика. СП «Зеравшан» має ліцензію на розробку ще одного золоторудного родовища — Тарор. Сумарні затверджені запаси обох родовищ понад 85 т. У 2000 р. компанія будувала підприємство на родовищі Тарор, запаси якого оцінюються в 56,0 т Au і 90 тис. т Cu.
Інше спільне таджицько-британське підприємство «Дарвоз» (Darvaz) з 1995 р. з перервами через військові дії відпрацьовує Ях-Суйське (Яксуйське) розсипне родовище (2 т Au на рік).
Діє спільне з канадською компанією Gulf Int. Minerals підприємство Апрєлєвка (Aprelevka) для розвідки і залучення до розробки дев'яти невеликих золоторудних родовищ на півночі Таджикистану, запаси яких оцінюються в 20,2 т Au [Mining J. — 1999. — 333, 8556].
У Таджикистані видобуток Au в 1997 р. становив 2,55 т, 1998 — 3,2 т (з них компанією ZGC 3,1 т). За сприятливих умов видобуток золота в найближчому майбутньому може скласти 10-20 т на рік.
Гірничохімічна промисловість зосереджена головним чином в Південно-Західному Таджикистані і представлена підприємствами видобутку і переробки вапняків і кам'яної солі. Кам'яну сіль добувають методом підземного вилуговування із розсолів. З нерудної індустріальної сировини добувають гіпс, п'єзооптичні мінерали на родовищах Паміру і кварцові піски (Північно-Східний Таджикистан).
Видобуток нерудних будівельних матеріалів в промислових масштабах ведеться в Таджикистані з 30-х рр. XX ст. Розробка родовищ — відкритим способом. Видобувають піщано-гравійні матеріали, вапняк, доломіт, бутовий камінь, керамзитову сировину. На базі цих родовищ діє близько 30 підприємств будівельної індустрії — цегельні, скляні, каменеобробні, керамзитові, цементні і інші заводи.
Підприємства Комітету по дорогоцінних каменях і каменесамоцвітній сировині відпрацьовують родовища аметисту, шпінелі і кліногуміту, бірюзи, лазуриту, агату, турмаліну, ґранату, рубіну, скаполіту, мармурового оніксу і інші, а також родовища мармуру для виробництва облицювальної плитки. Видобуток дорогоцінних і виробних каменів ведеться відкритим і підземним (штольнями) способами.
На базі 11 родовищ мінеральних і термальних вод функціонують бальнеологічні курорти, термальні води використовують для опалювання. Лікувальні грязі соляних озер (родовища Аксуконське і Радянське) використовують в бальнеології.

## Наукові установи. Підготовка кадрів. Періодична преса
У галузі геології і гірничої справи в Таджикистані дослідження ведуть наукові установи АН Таджикистану, а також галузеві, проблемні лабораторії, кафедри і інші структурні підрозділи вузів та науково-дослідних установ.
Підготовка кадрів для геологічної служби і гірничої промисловості здійснюється у Таджикістанському державному університеті (1948, Душанбе), Душанбінському гірничо-геол. технікумі (1971). Видаються «Вісті АН Таджикистану» (з 1952), «Доповіді АН Таджикистану» (з 1951).